# Reine Geschmacksache
Reine Geschmacksache (tj. Čistě věc vkusu) je německý hraný film z roku 2007, který režíroval Ingo Rasper podle vlastního scénáře. Film popisuje osudy prodejce dámské konfekce, kterému se rozpadá profesní i osobní život.

## Děj
Wolfgang Zenker je obchodním zástupcem firmy Goldberger, která vyrábí dámskou konfekci. Právě si splnil svůj sen a koupil si Mercedes třídy S. Jeho radost však zkazí nová kolekce oděvů, kterou firma přináší pro novou sezónu. Jeho tradiční kolekce Goldberger classic je doplněna a postupně má být nahrazena kolekcí Grazilla, kterou prosazuje jeho kolega Steven Brookmüller, který dorazil z Hamburku. Dalším problémem je, že má na čtyři týdny zakázáno řídit, neboť překročil povolenou rychlost. Jeho syn Karsten, který píše horoskopy pro místní noviny, se právě chystá na svými kamarádkami na jazykový pobyt do Španělska. Když je veze na letiště, zastaví ho policie a hrozí mu odebrání řidičského průkazu na ještě delší dobu. Proto autoritativně přemluví Karstena, aby zůstal a dělal mu řidiče, neboť jako obchodní zástupce musí být stále v kontaktu se svými zákazníky. Karsten neochotně svolí. Wolfgangova manželka Erika je nespokojená s jeho chováním a kamarádka Brigitta ji přemluví, aby od něj odešla. Karsten se v čistírně potká se Stevenem a ten mu dá své telefonní číslo. Steven obvolává Wolfgangovy zákazníky a snaží se jim prodat svou kolekci. Wolfgang zjistí, že nemá krytí na účtu. Zastaví se v bance, kde mu poradí, aby prodal nové auto nebo vybral peníze z Karstenova školního konta. Kersten se setká se Stevenem a poradí mu jako ubytování penzion, který provozuje Brigitta. Když je Wolfgang u zákazníka, zavolá mu manželka, že v domě je exekutor z finančního úřadu, protože nezaplatil daně. Když se vrátí domů, najde vzkaz, že se Erika odstěhovala. Je v penzionu u Brigitty. Do penzionu jedou společně i Kersten se Stevenem. Večer sem přijede i Wolfgang. Když uvidí Stevenův vůz, chce mu vzít jeho kolekci. V následující rvačce skončí Mercedes i s kolekcí v zahradním bazénu. Později Kersten řekne otci o svém vztahu se Stevenem a Erika odpustí Wolfgangovi a vrátí se domů.

## Obsazení
| Edgar Selge         | Wolfgang Zenker    |
| Florian Bartholomäi | Karsten Zenker     |
| Roman Knižka        | Steven Brookmüller |
| Franziska Walser    | Erika Zenker       |
| Traute Hoess        | Brigitta           |

## Ocenění
- Filmový festival Max Ophüls Preis: nejlepší začínající herec (Florian Bartholomäi), nejlepší scénář (Ingo Rasper a Tom Streuber), cena publika
- Undine Award: cena publika (Florian Bartholomäi)
- Internationales Filmfest Emden-Norderney: Cena Norddeutscher Rundfunk (Ingo Rasper)
- Bergen International Film Festival: Audience Award
- Berlin & Beyond Film Festival: Best First Feature Award (Ingo Rasper)

## Zajímavosti
Příběh se odehrává ve fiktivním městě Jüllich-Werden a automobily mají smyšlenou poznávací značku JWD, což v hovorové řeči znamená akronym janz weit draußen (úplně daleko venku) označující něco vzdáleného a špatně dosažitelného. Film byl natáčen v Bádensku-Württembersku ve městech Ludwigsburg a Welzheim.